# Fly
För andra betydelser, se Fly (olika betydelser).
Fly är det fjärde studioalbumet av den engelska sångerskan Sarah Brightman, utgivet 1995 på East West Records. Det är hennes andra album tillsammans med producenten Frank Peterson hos Nemo Studios. Det är ett av hennes "rockigare" album och som varit svårsålt men som fått bättre försäljningssiffror på senare tid.
Albumet innehåller flera duetter med Chris Thompson, Tom Jones och i en senare utgåva även Andrea Bocelli med hitlåten "Time to Say Goodbye" (en engelskspråkig tolkning av "Con te partirò").
Låten "A Question of Honour" var den första låten som skrevs av Brightman och Peterson med boxaren Henry Maske i åtanke. Brightman uppträdde med låten under en viktig match. Låten har blivit väldigt populär runt om i världen men främst i Tyskland. På Brightmans konserter är den populär på grund av dess rockiga energi blandad med klassisk sång. 

## Låtlista
1. Time to say goodbye (L.Quarantotto/F.Sartori,F.Peterson)
2. The Fly (Peterson/Brightman/Peterson)
3. Why (Peterson/Brightman/Peterson)
4. Murder In Maryland Park (Stina Nordenstam)
5. How can heaven love me (Peterson, Christnesen/Dorell)
6. A question of honour (Peterson)
7. Ghost in a machinery (Peterson/Ravenhill, Peterson)
8. You take my breath away (Peterson/Brightman/Peterson)
9. Something in the air Peterson/Christnesen/Peterson, Filz)
10. Heaven is here (Peterson/Schwarz,Meissner/Brightman, Schwarz)
11. I loved you (Peterson/Schwarz,Meissner/Brightman, Schwarz)
12. Fly (Peterson/Brightman, Peterson)